# Crackers
Crackers é um filme norte-americano de 1984 dirigido pelo cineasta francês Louis Malle.
A obra é um remake do filme italiano I soliti ignoti (Os Eternos Desconhecidos, no Brasil), de (1958), dirigido por Mario Monicelli.

## Elenco
- Donald Sutherland
- Jack Warden
- Sean Penn
- Wallace Shawn
- Christine Baranski
- Larry Riley
- Trinidad Silva